# Malé Vozokany
Malé Vozokany (hongrois : Kisvezekény) est un village de Slovaquie situé dans la région de Nitra.

## Histoire
Première mention écrite du village en 1295.

## Démographie

### Évolution de la population
| Année:               | 1994. | 2004.   | 2014.    | 2024.    |
| -------------------- | ----- | ------- | -------- | -------- |
| Nombre de personnes: | 308   | 325     | 272      | 359      |
| Différence:          |       | +5,51 % | -16,30 % | +31,98 % |

| Année:               | 2023. | 2024. |
| -------------------- | ----- | ----- |
| Nombre de personnes: | 359   | 359   |
| Différence:          |       | +0 %  |